# Leonid Koshelev
Leonid Koshelev (ros. Леони́д Алекса́ндрович Ко́шелев, ur. 20 grudnia 1979) – uzbecki piłkarz występujący podczas kariery na pozycji pomocnika. Były reprezentant Uzbekistanu.

## Kariera klubowa
Koshelev swą seniorską przygodę z piłką rozpoczął w Navbahorze Namangan. Był tam jednym z ważniejszych graczy, a wraz z kolegami w 1998 roku zdobył puchar Uzbekistanu. W 2001 roku trafił do Paxtakora Taszkent. Przez 5 sezonów w Paxtakorze zdobył niemal wszystko co było możliwe do zdobycia w Uzbekistanie; tylko raz, w 2001 nie udało im się zdobyć mistrzostwa kraju. W 2005 roku wyjechał do Rosji, by grać w Szynniku Jarosław, lecz po niezbyt udanych sezonach powrócił do ojczyzny na jeden sezon do Paxtakoru. Znów z nim wygrał puchar i mistrzostwo Uzbekistanu. 2008 i 2009 to występy kolejno w Dinamo Samarkandzie i Shoʻrtan Gʻuzor. W 2009 przeniósł się do Qizilqum Zarafshon. Przez 3 sezony zajmował z tym klubem miejsca w środku tabeli. W 2012 powrócił do Dinamo Samarkandy. W 2013 roku zaliczył swój ostatni sezon w karierze. Powrócił do Navbahoru Namangan, z którym zajął 11. miejsce w lidze.

## Kariera reprezentacyjna
Koshelev zadebiutował w reprezentacji Uzbekistanu w 1999 roku. Znalazł się w kadrze Uzbekistanu na Puchar Azji 2004, gdzie zaliczył 2 występy. Swojego pierwszego gola w karierze reprezentacyjnej strzelił w 2001 roku. Karierę reprezentacyjną zakończył w 2007 roku, notując łącznie 42 spotkania i 6 bramek.
| Reprezentacja | Rok     | Mecze | Bramki |
| ------------- | ------- | ----- | ------ |
| Uzbekistan    | 1999    | 2     | 0      |
| Uzbekistan    | 2001    | 8     | 1      |
| Uzbekistan    | 2002    | 1     | 0      |
| Uzbekistan    | 2003    | 9     | 2      |
| Uzbekistan    | 2004    | 8     | 2      |
| Uzbekistan    | 2005    | 4     | 0      |
| Uzbekistan    | 2006    | 6     | 1      |
| Uzbekistan    | 2007    | 4     | 0      |
| Ogólnie       | Ogólnie | 42    | 6      |

## Sukcesy

### Paxtakor Taszkent
- Zwycięstwo
  - Oʻzbekiston Oliy Ligasi: 2002, 2003, 2004, 2005, 2007
  - Puchar Uzbekistanu: 2001, 2002, 2003, 2004, 2005, 2007

### Navbahor Namangan
- Zwycięstwo
  - Puchar Uzbekistanu: 1998